# Henri de Talleyrand-Périgord

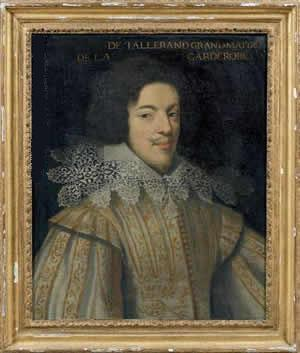
Henri de Talleyrand-Périgord, comte de Chalais, Anonym, 17. Jahrhundert

Henri de Talleyrand-Périgord, Comte de Chalais (* 1599; † hingerichtet 19. August 1626 in Nantes), war ein französischer Adliger und unter Ludwig XIII. Maître de la garde-robe du Roi.
Im Sommer 1626 ließ er sich von der Herzogin von Chevreuse in die erste der zahlreichen Verschwörungen verwickeln, die Kardinal Richelieu zu unterdrücken hatte und die den Namen des Unglücklichen annahm: die Chalais-Verschwörung.

## Leben

### Herkunft und Familie
Der Graf von Chalais ist ein jüngerer Sohn von Daniel de Talleyrand-Périgord, Prince de Chalais, und Françoise de Montluc, Tochter des Marschalls Monluc. Am 4. Dezember 1623 heiratete er Charlotte Jeannin de Castille († 4. Februar 1659), Tochter von Pierre, Seigneur de Castille, Baron de Montjeu, und Charlotte Jeannin, Witwe von Charles Chabot, Comte de Charny. Ihr einzige Kind war:
- Philippe-Charlotte de Talleyrand-Périgord, geistlich, Nonne in Montmartre

### Anfänge
Henri de Talleyrand-Périgord wird im Alter von acht Jahren von seiner Mutter an den Hof des Königs geschickt, wo er Page wird. Später kauft sie ihm das kostspielige Amt des Maître de la garde-robe. Talleyrand-Périgord diente auch in den königlichen Truppen und nahm 1621 an der Belagerung von Montauban teil, um gegen die Rebellion der dort ansässige Hugenotten vorzugehen. Um sich die Gunst der Herzogin von Chevreuse zu sichern, tötete er 1623 als talentierter Duellant einen seiner Gegner, Pontgibault, der kein anderer als der Neffe des Marschalls Schomberg war. Dank der Unterstützung des Herzogs von Anjou wird er nach einem Gerichtsverfahren freigelassen.

### Die Chalais-Verschwörung
Diese Verschwörung entstand, weil Ludwig XIII. und Richelieu eine Heirat zwischen Monsieur (Gaston de France), dem Bruder des Königs, und Mademoiselle de Montpensier geplant hatten. Gaston, der von seinem Gouverneur Marschall Ornano gedrängt wurde, wollte um nichts in der Welt diese reiche Erbin heiraten, und um ihn hatte sich eine Partei der „Abneigung gegen die Ehe“ versammelt.
Marie de Rohan, die Herzogin von Chevreuse, eine große Verschwörerin, und andere Prinzen schlossen sich so mit dem Bruder des Königs zusammen, um gegen die wachsende Autorität Richelieus zu intrigieren. In dieser Übergangszeit ging es darum, feudale Macht auf Kosten der von Heinrich IV. eingeleiteten Bewegung der königlichen Zentralisierung zurückzugewinnen.
Im Sommer 1626 gewann die Herzogin den Grafen de Chalais, einen bis dahin von Ludwig XIII. geschätzten Edelmann, für sich. Das erklärte Ziel war die Ermordung Richelieus und vielleicht auch die Absetzung Ludwigs zugunsten Gastons. Doch all diese Prinzen, wie auch der Graf selbst, waren von einem unbeständigen Charakter. Das Geheimnis wurde aufgrund privater Streitigkeiten gelüftet, und Richelieu griff mit der Unterstützung Ludwigs XIII. hart durch. Chalais, der ein erstes Mal in eine Verschwörung gegen den Kardinal verwickelt war, sollte der Strafe entgehen, indem er seine Freunde verriet und dank der Gunst, die er beim König genoss. Er wurde allerdings selbst von seinem Freund de Lusigny und von Gaston d’Orléans angezeigt, der, um seine persönliche Situation zu retten, sofort seinen Fehler gestand und alle seine Komplizen verriet. Chalais wurde verhaftet, ebenso wie Marschall Ornano und seine Brüder sowie César und Alexandre de Vendôme, die Halbbrüder des Königs und Gastons. Als einziger Verschwörer, der kein Familienprestige genoss, das als Immunität galt, wurde er in Nantes im Franziskanerkonvent vor Gericht gestellt und zur Enthauptung auf der Place du Bouffay verurteilt. Aus lobenswerter Solidarität hielten seine ehemaligen Komplizen den Henker davon ab, seine Arbeit zu tun. Unglücklicherweise übernahm ein zum Tode Verurteilter (der zu diesem Zweck begnadigt wurde) die Aufgabe, ein unerfahrener Schuster mit einem Prunkschwert. Er schlachtete Chalais mehr ab, als dass er ihn hinrichtete: es dauerte bis zum 29. (oder 30. Schlag) Schlag, bis der Verurteilte tot war.

### Einordnung
Der aus einer sehr adligen Familie stammende Henri de Talleyrand war der typische Vertreter des Hofadels in der ersten Hälfte des 17. Jahrhunderts, der das Duell liebte, unruhig und zerstreut war und darunter litt, dass er von der Verantwortung für die Macht ausgeschlossen worden war. Der Hochadel war an die politische Freiheit gewöhnt, die er während der Religionskriege hatte ausüben können, und passte sich nur schlecht an die Autorität Heinrichs IV. an. Die junge Generation zu Beginn des Jahrhunderts, die ebenfalls von dem „ritterlichen“ Ideal geprägt war, dessen sublimierte Vision die Tragödien von Corneille vermitteln, war unruhig und wollte nicht verschwinden. Sein tragisches Ende auf dem Schafott in Nantes markiert eine der Etappen des politischen Niedergangs des Hofadels angesichts des Aufstiegs der Bourgeoisie in einem Staat, der immer weniger Unterstützung und immer mehr Diener braucht. Der Dreißigjährige Krieg, in den Frankreich zu diesem Zeitpunkt verwickelt war, ermöglichte diesem Staat einen weiteren Schritt in Richtung Zentralisierung auf Kosten der Freiheiten der Körperschaften und Gemeinden und vor allem des Adels.